# Мур Хејвен (Флорида)
Мур Хејвен (енгл. Moore Haven) град је у америчкој савезној држави Флорида. По попису становништва из 2010. у њему је живело 1.680 становника.

## Демографија
Према попису становништва из 2010. у граду је живело 1.680 становника, што је 45 (2,8%) становника више него 2000. године.
| Група             | 2000.       | 2010.       |
| Белци             | 787 (48,1%) | 659 (39,2%) |
| Афроамериканци    | 365 (22,3%) | 417 (24,8%) |
| Азијати           | 7 (0,4%)    | 7 (0,4%)    |
| Хиспаноамериканци | 458 (28,0%) | 598 (35,6%) |
| Укупно            | 1.635       | 1.680       |